# كهف أوبتيميستيشنا
أوبتيميتيشنا (بالأوكرانية: Оптимістична: أي «متفائل») أو بستشيرا أوبتيميستيتشيسكايا هو كهف جبسي يوجد بالقرب من قرية كوروليفكا الأوكرانية. طوله 230 كـم (140 ميل) تقريبًا. لذلك فهو أطول كهف في أوراسيا، وخامس أطول كهف في العالم يسبقه كهف الماموث، سيستيما ساك أكتون، كهف جويل وسيستيما أوكس بيل ها. كما أنه أطول كهف جبسي في العالم. صُنف الكهف كإحدي عجائب أوكرانيا الطبيعية السبعة في 2008.

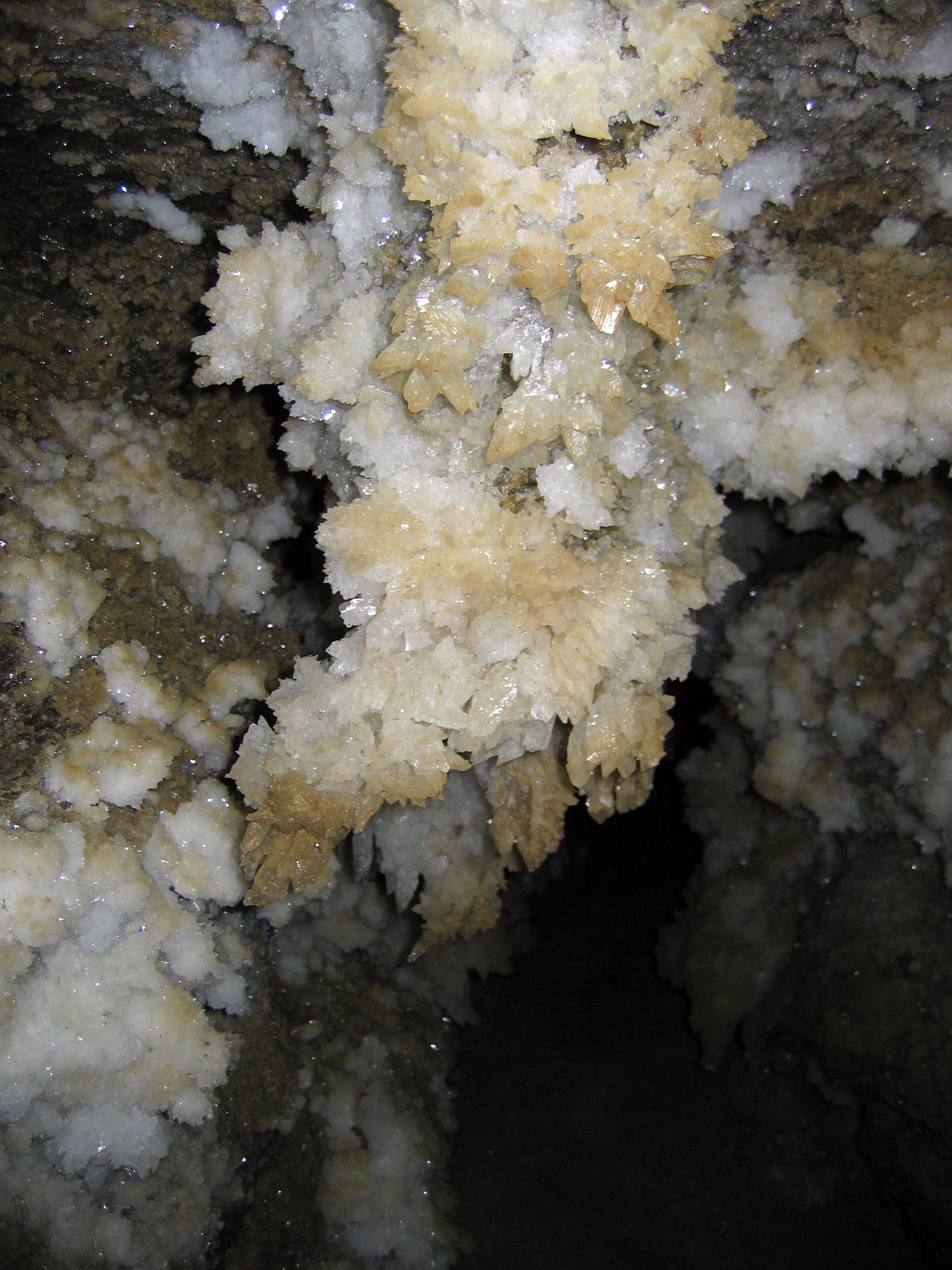
إرساب متدلي داخل كهف أوبتيميستيشنا.